# دنگ زون
دنگ زون (انگلیسی: Deng Zewen؛ زادهٔ ۶ فوریهٔ ۱۹۹۷) بازیکن واترپلو اهل چین است. وی در بازی‌های المپیک تابستانی ۲۰۲۰ شرکت کرده‌است. 